# Horst Krause

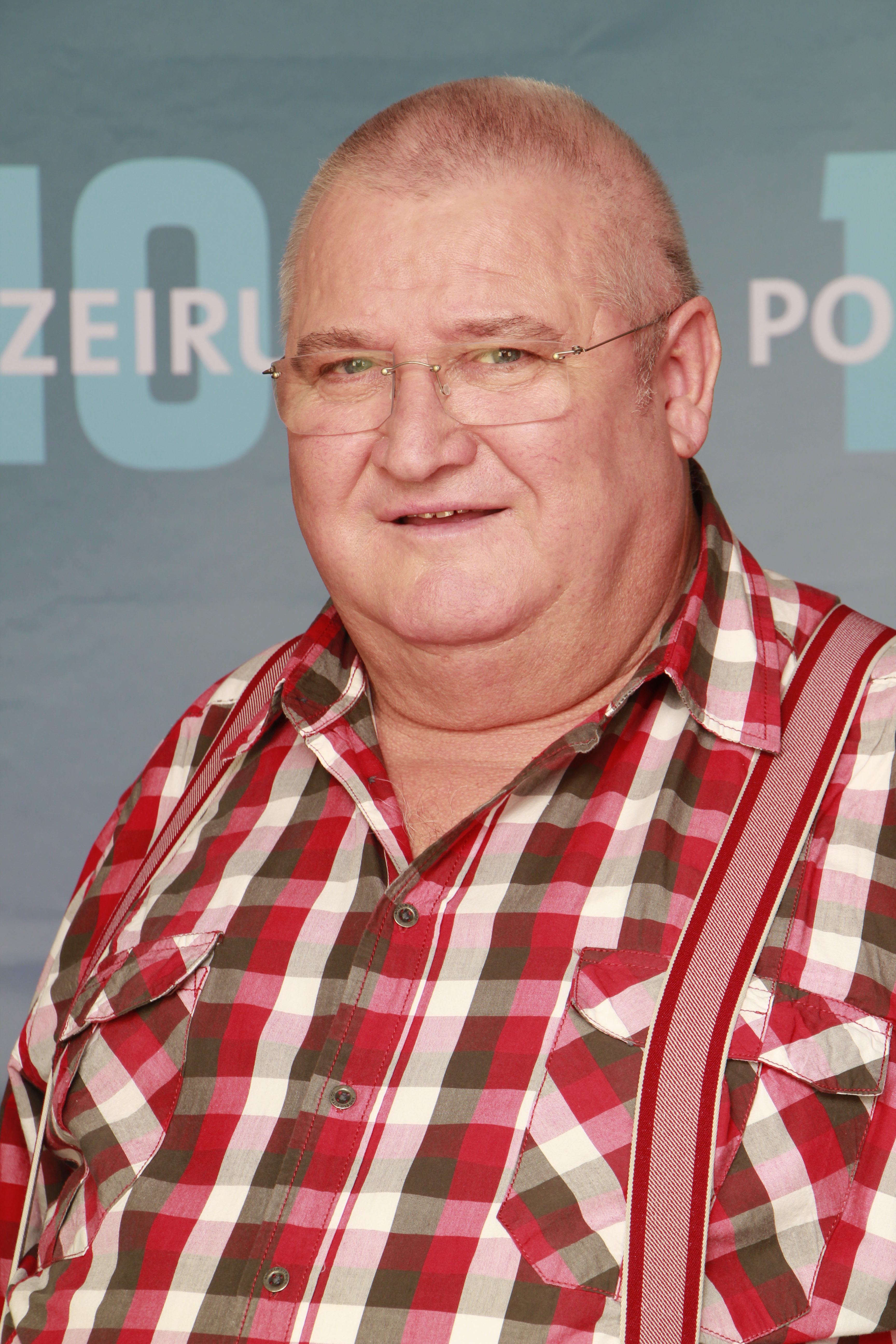
Horst Krause, 2012

Horst Krause (* 18. Dezember 1941 in Bönhof, Westpreußen) ist ein deutscher Schauspieler. Seinen Durchbruch hatte er 1993 in Detlev Bucks Wir können auch anders … neben Joachim Król als Moritz „Most“ Kipp. Einem breiten Fernsehpublikum wurde er als Polizeihauptmeister Horst Krause im Polizeiruf 110 bekannt. Ab 1962 trat er bislang in über 120 Film- und Fernsehproduktionen vor die Kamera.

## Leben

### Herkunft und Ausbildung
Horst Krause ist das jüngste von fünf Kindern einer Bauernfamilie. 1947 wurde seine Mutter mit den Kindern aus der westpreußischen Heimat vertrieben und fand einen neuen Wohnort in Ludwigsfelde (Brandenburg), ein Jahr später kehrte sein Vater aus sowjetischer Kriegsgefangenschaft zurück. Krause besuchte acht Jahre die Schule, wo er bereits als Klassenclown auffiel, und lernte nach Schulabgang den Beruf des Drehers. Er arbeitete zunächst in den VEB Brandenburger Traktorenwerken, bis ihn 1961 ein Arbeitskollege dazu ermunterte, sich in einem Jugendklub als Schauspieler zu versuchen. Von 1964 bis 1967 studierte er an der Staatlichen Schauspielschule in Berlin-Schöneweide.

### Theater
Krause gab nach Abschluss seiner Schauspielausbildung 1967 am Landestheater Parchim sein Bühnendebüt. Ab 1969 war er am Schauspielhaus Karl-Marx-Stadt und von 1984 bis 1994 fest am Staatsschauspiel Dresden engagiert. In den 1990er Jahren zog er sich vom Theater zurück, um sich gänzlich Film und Fernsehen zuzuwenden.

### Film und Fernsehen
Ab den 1960er Jahren wirkte Horst Krause gelegentlich bei Theateraufzeichnungen und Produktionen des DDR-Fernsehens mit. 1981 gab er in einer kleinen Nebenrolle in der DEFA-Komödie Asta, mein Engelchen sein Kinodebüt. Seinen ersten Polizeiruf-110-Auftritt hatte er 1987 als Gastwirt in der Episode Explosion. Bis kurz nach der Wende blieb es für ihn bei weiteren kleinen Rollen in Film- und Fernsehproduktionen, beispielsweise in Fernsehserien wie Zahn um Zahn und Der Staatsanwalt hat das Wort. In der siebenteiligen DFF-Serie Spreewaldfamilie gehörte er 1990 neben Bruno Carstens und Helga Göring als Dieter zur Stammbesetzung.
Anfang der 1990er Jahre fiel Krause dem Regisseur Detlev Buck auf, der ihn 1993 für seine ebenso schräge wie erfolgreiche Komödie Wir können auch anders … neben Joachim Król als Moritz „Most“ Kipp in der Hauptrolle engagierte, was ihm zum Durchbruch als Filmschauspieler verhalf. Diese Rolle brachte ihm und Król den Deutschen Filmpreis 1993 als Bester Darsteller ein. 1996 arbeitete er mit Buck für dessen Filmkomödie Männerpension erneut zusammen, wo er in einer Nebenrolle den Hausmeister darstellte. Er wirkte in den 1990er Jahren in zahlreichen weiteren Film- und Fernsehproduktionen, unter anderem 1992 im ZDF-Sechsteiler Karl May, 1996 in Bernd Eichingers Filmbiografie Das Mädchen Rosemarie über die ermordete Edelprostituierte Rosemarie Nitribitt oder 1998 im Zweiteiler Die Bubi-Scholz-Story von Roland Suso Richter, mit. Für seine Darstellung der Titelrolle in Michael Schorrs Tragikomödie Schultze gets the blues wurde er 2003 beim Stockholm International Film Festival als Bester Hauptdarsteller geehrt. Daneben wirkte er in Gastrollen mehrerer Fernsehserien und -reihen, wie Stubbe – Von Fall zu Fall, Bella Block, Für alle Fälle Stefanie, Ein starkes Team und Commissario Laurenti, mit.
In der gesamtdeutsch weitergeführten Krimireihe Polizeiruf 110 spielte er ab 1999 ab der von Matti Geschonneck inszenierten Folge Mörderkind als Teil des Brandenburger Ermittlerteams den Polizeihauptmeister Horst Krause, zunächst mit Jutta Hoffmann, von 2002 bis 2010 mit Imogen Kogge und von 2011 bis zu seinem Polizeiruf-Ruhestand 2015 an der Seite von Maria Simon sowie 2012 deren Schwangerschaftsvertretung Sophie Rois in dem Fall Die Gurkenkönigin.
Von 2007 bis 2022 verkörperte er – ebenfalls unter seinem bürgerlichen Namen – den Dorfpolizisten Horst Krause in der neunteiligen ARD-Fernsehfilmreihe Polizeihauptmeister Krause. Dass der Dorfpolizist Horst Krause denselben Namen trägt wie sein Darsteller, ist ungewöhnlich. Die Idee geht auf Bernd Böhlich zurück, der Krause auf eine entsprechende Frage antwortete: „Warum soll der Dorfpolizist ‚Schulz‘ heißen, wenn er aussieht wie ‚Krause‘? Bei mir heißt er Krause.“ Als Horst Krause ihn nach dem Vornamen fragte, sagte Böhlich: „Horst“. Dabei blieb es. In diesen Filmen spielt die Polizeiarbeit eine untergeordnete Rolle. Vielmehr wird der Fokus auf das Privatleben des Dorfpolizisten im fiktiven brandenburgischen Ort Schönhorst gerichtet. Dorfpolizist Krause lebt dort mit seinen beiden Schwestern zusammen, die eine Gaststätte mit Pension betreiben, die das Zentrum des Dorflebens darstellt. Drehort hierfür ist der „Gasthof Naase“, der sich in Ludwigsfelde-Gröben befindet und ein beliebtes Ausflugsziel ist. Der Gasthof schloss im Januar 2019, ist aber inzwischen wieder geöffnet.
Seit 2015 spielt Krause in Krüger als Rentner und ehemaliger Ringer Paul Krüger eine weitere Hauptrolle in einer Fernsehreihe.

## Filmografie

### Kinofilme
- 1981: Asta, mein Engelchen
- 1983: Olle Henry
- 1986: Fahrschule
- 1989: Treffen in Travers
- 1990: Erster Verlust
- 1992: Miraculi
- 1992: Go Trabi Go 2 – Das war der wilde Osten
- 1993: Wir können auch anders …
- 1994: Fernes Land Pa-isch
- 1995: Club Las Piranjas
- 1995: Rennschwein Rudi Rüssel
- 1996: Die Spur der roten Fässer
- 1996: Männerpension
- 1998: Sieben Monde
- 1999: ’Ne günstige Gelegenheit
- 1999: Nachtgestalten
- 1999: Tach, Herr Dokter! – Der Heinz-Becker-Film
- 2000: Gripsholm
- 2000: Fisimatenten
- 2000: Die Polizistin
- 2003: Schultze gets the blues
- 2004: Pura Vida Ibiza
- 2006: Schwere Jungs
- 2007: Reine Geschmacksache
- 2008: U-900
- 2008: Morgen, ihr Luschen! Der Ausbilder-Schmidt-Film
- 2010: Boxhagener Platz
- 2011: Werner – Eiskalt!

### Fernsehfilme und -mehrteiler
- 1962: Die Fabel vom Eichhorn, dem Drachen und dem Tigermann
- 1967: Die Räuber
- 1974: Der Leutnant vom Schwanenkietz
- 1975: Die Spuren des Helfried Pappelmann
- 1975: Rote Rosen für mich
- 1978: Der gepuderte Mann im bunten Rock oder Musjöh lebt gefährlich
- 1978: Der Held der westlichen Welt
- 1981: Der Dachdecker
- 1984: Die Verschwörung des Fiesco zu Genua
- 1988: Eine Magdeburger Geschichte
- 1991: Ein kleiner Knall am Nachmittag
- 1992: Karl May (Sechsteiler)
- 1992: Landschaft mit Dornen
- 1995: Zu treuen Händen
- 1995: Club Las Piranjas
- 1995: Dicke Freunde
- 1996: Heller Tag
- 1996: Amerika
- 1996: Tote sterben niemals aus
- 1996: Willi und die Windzors
- 1996: Das Mädchen Rosemarie
- 1996: Charley’s Tante
- 1996: Liane
- 1997: Gelegenheit macht Liebe
- 1997: Schräge Vögel
- 1998: Der Laden (Dreiteiler)
- 1998: Die Bubi-Scholz-Story (Zweiteiler)
- 2001: Die Rote Meile
- 2002: Das letzte Versteck
- 2003: Trenck – Zwei Herzen gegen die Krone
- 2003: Spurlos – Ein Baby verschwindet
- 2003: Verkauftes Land
- 2004: Liebe auf Bewährung
- 2006: Unter den Linden – Das Haus Gravenhorst
- 2006: Es war Mord und ein Dorf schweigt
- 2006: Pommery und Leichenschmaus
- 2009: Ein Mann, ein Fjord!
- 2009: Die Blücherbande
- 2011: Der Weihnachtsmuffel

### Fernsehserien und -reihen
- 1979: Der Staatsanwalt hat das Wort: Der Fall Petra Hansen
- 1980: Unser Mann ist König (Folge Reden ist Silber)
- 1986: Zahn um Zahn (Folge Der neue Start)
- 1987: Der Staatsanwalt hat das Wort: Ich werde dich nie verraten
- 1987: Der Staatsanwalt hat das Wort: Unter einem Dach
- 1987: Polizeiruf 110: Explosion
- 1988: Polizeiruf 110: Eifersucht
- 1990: Spreewaldfamilie (7 Folgen)
- 1990: Polizeiruf 110: Der Tod des Pelikan
- 1990: Polizeiruf 110: Allianz für Knete
- 1992: Tatort: Tod aus der Vergangenheit
- 1994: Polizeiruf 110: Arme Schweine
- 1995: Polizeiruf 110: Über Bande
- 1995: Stubbe – Von Fall zu Fall: Stubbes Erbschaft
- 1995: Bella Block: Liebestod
- 1995: Für alle Fälle Stefanie (5 Folgen)
- 1996: Salto Postale (Folge Der Baum vorm Haus)
- 1996: Ein starkes Team: Eins zu eins
- 1996: Im Namen des Gesetzes (Folge Ganovenehre)
- 1996: Polizeiruf 110: Kurzer Traum
- 1997: Polizeiruf 110: Der Fremde
- 1998: Polizeiruf 110: Das Wunder von Wustermark
- 1999: Ein starkes Team: Braunauge
- 1999–2015: Polizeiruf 110 als PHM Horst Krause, → siehe Horst Krause (Filmfigur)
- 2001: Tatort: Tod vor Scharhörn
- 2001: Ein starkes Team: Kleine Fische, große Fische
- 2002: Ritas Welt (Folge Frau Schumann)
- 2006–2008: Der Landarzt (3 Folgen)
- 2007–2022: Polizeihauptmeister Krause
  - 2007: Krauses Fest
  - 2009: Krauses Kur
  - 2011: Krauses Braut
  - 2014: Krauses Geheimnis
  - 2016: Krauses Glück
  - 2019: Krauses Hoffnung
  - 2020: Krauses Umzug
  - 2021: Krauses Zukunft
  - 2022: Krauses Weihnacht
- 2007: Commissario Laurenti – Tod auf der Warteliste
- 2008: Commissario Laurenti – Der Tod wirft lange Schatten
- 2011: Großstadtrevier (Frohe Weihnachten Dirk Matthies / 2 Folgen)
- seit 2015: Krüger
  - 2015: Krüger aus Almanya
  - 2018: Krügers Odyssee
  - 2018: Küss die Hand, Krüger
  - 2020: Kryger bleibt Krüger

## Auszeichnungen
- 1993: Deutscher Filmpreis als Bester Darsteller für Wir können auch anders … (zusammen mit Joachim Król)
- 2003: Stockholm International Film Festival als Bester Hauptdarsteller für Schultze gets the blues
- 2012: Verdienstorden des Landes Brandenburg